# Kanton Reims-5
Der Kanton Reims-5 ist seit 1973 ein französischer Wahlkreis im Arrondissement Reims im Département Marne in der Region Grand Est; sein Hauptort ist Reims.

## Gemeinden
Der Kanton besteht aus drei Gemeinden und Teilgemeinden mit insgesamt 24.053 Einwohnern (Stand: 1. Januar 2022) auf einer Gesamtfläche von 31,94 km²:
| Gemeinde               | Einwohner 1. Januar 2022 | Fläche km² | Dichte Einw./km² | Code INSEE | Postleitzahl |
| ---------------------- | ------------------------ | ---------- | ---------------- | ---------- | ------------ |
| Bétheny                | 7.030                    | 19,90      | 353              | 51055      | 51450        |
| Reims                  | 13.477                   | 7,88       | 1.710            | 51454      | 51100        |
| Saint-Brice-Courcelles | 3.546                    | 4,16       | 852              | 51474      | 51370        |
| Kanton Reims-5         | 24.053                   | 31,94      | 753              | 5115       | –            |

1. ↑   Nur der nördliche Teil der Gemeinde, der Rest verteilt sich auf die Kantone Reims-1, Reims-2, Reims-3, Reims-4, Reims-6, Reims-7, Reims-8 und Reims-9.

Bis zur landesweiten Neuordnung der französischen Kantone im März 2015 gehörten zum Kanton Reims-5 die zwei Gemeinden Bezannes und Reims. Er besaß vor 2015 einen anderen INSEE-Code als heute, nämlich 5138.